# サンダーショット
サンダーショット (Thunder Shot) は、田宮模型（現・タミヤ）から発売された電動ラジオコントロールカー（RCカー）。1987年11月19日発売。キット価格は13,800円。ミニ四駆の車種ラインナップにも存在する。
ホットショット系を改良した四輪駆動のオフロードバギーであり、コストパフォーマンスに優れた製品として当時人気を博した。
また、同社のアドスペックプロポとCPRユニット、7.2Vバッテリーと充電器つきのフルセットも販売されており、こちらはセット価格で39,800円だった。

## メカニズム
- シャーシ構造：強化樹脂製バスタブ構造
- フロントサスペンション：ダブルウィッシュボーン、オイル封入式ダンパー（モノショック）およびアンチロールバー装備
- フロントタイヤ：中空ラバー、ピンスパイクパターン
- リアサスペンション：ダブルウィッシュボーン、オイル封入式ダンバー装備
- リアタイヤ：中空ラバー、ピンスパイクパターン
- 駆動方式：シャフト駆動式4WD
- モーター：マブチRS540SHをミッドシップ、後部ギアボックスに装備
- デファレンシャルギア：フロントおよびリア…ベベルギア式、センター…なし
- 搭載バッテリー（別売り）：7.2Vストレートパックを横置きで搭載
- ボディ：ポリカーボネート製

## 特徴
直前に発売されたスーパーセイバー（ホットショット系最後の製品）よりも2000円安く、2輪駆動バギーと変わらぬキット価格だった。駆動系統の基本的な構造はホットショット系と同じだが、スラストベアリングを廃止したほか、プロペラシャフトの配置を見直し、カウンターギアを1個少なくできたため、その分効率向上につながった。
ホットショット系ではラック式ステアリングだったが、本製品では、ステアリング機構を3分割タイロッド式に改めた。
サスペンション構造はロングスパン化に加えアッパーアームの簡素化などによるばね下重量軽減も施された。前側のサスペンションはモノショック構造だが、オプションで簡単にデュアルショック化できるようになっており、派生車のスコーチャーとファイヤードラゴンでは最初からデュアルショック化している。
ボディーマウントの寸法等は有名なホーネットと互換性があり、雑誌『月刊コロコロコミック』で人気を博した「ドラゴン三兄弟」ボディーにも対応していた。1988年3月に同ボディー搭載のサンダードラゴンが、翌1989年にはファイヤードラゴンがそれぞれ派生車として発売された。
また、雑誌「月刊コミックボンボン」誌上のデザインコンテストで制作され、発売された、ウィンガーも搭載可能だった。

## 製造終了
アバンテ系登場後の本製品および派生車は、初心者から中級向けとして位置づけられ、スコーチャーでは既存オプションの完全装備に加え、ユニバーサルスイングシャフトや後部アンチロールバーの追加が行われたが、開発はそこでストップし、その役目をマンタレイに譲って製造終了となった。2005年12月、スポットながら再生産された。

## 同系統の製品
- サンダードラゴン
- スコーチャー
- ファイヤードラゴン